# Comité stratégique pour la supervision du projet d'extension de la Ville de Kinshasa
 (février 2025).
 (février 2025).
Motif : Où sont les sources centrées sur ce comité et indépendantes de la "Cellule de communication CSSPEVK" qui montrent  que ce comité atteint les critères d'admissibilité ? Un article sur l'extension de Kinshasa me semble plus addapté.
- Archive Wikiwix
- Bing
- Cairn
- DuckDuckGo
- E. Universalis
- Gallica
- Google
- G. Books
- G. News
- G. Scholar
- Persée
- Qwant
- (zh) Baidu
- (ru) Yandex
- (wd) trouver des œuvres sur Wikidata

| 1. | Préciser le motif de la pose du bandeau. | Précisez le motif de la pose du bandeau en utilisant la syntaxe suivante : {{admissibilité à vérifier\|date=mars 2025\|motif=remplacez ce texte par le motif}}                                                                                            |
| 2. | Informer les utilisateurs concernés.     | Pensez à avertir le créateur de l'article, par exemple, en insérant le code ci-dessous sur sa page de discussion : {{subst:avertissement admissibilité à vérifier\|Comité stratégique pour la supervision du projet d'extension de la Ville de Kinshasa}} |

Le Comité Stratégique pour la Supervision du Projet d’Extension de la Ville de Kinshasa (CSSPEVK) est un organisme gouvernemental de la République démocratique du Congo (RDC), créé le 10 octobre 2023 par le décret no 23/35. Il a été officiellement installé le 15 janvier 2024 par Judith Tuluka Suminwa.

## Mission et objectifs
Le CSSPEVK a pour mission principale de superviser et de coordonner la mise en œuvre du projet d’extension de la ville de Kinshasa, un projet ambitieux visant à résoudre les problèmes de congestion urbaine tout en répondant aux normes modernes d’urbanisation et de développement durable.
L’objectif clé du projet est la construction d’une nouvelle ville moderne, résiliente, intelligente et
écologique, baptisée "Kinshasa Kia Mona", sur une superficie de 43 000 hectares dans la commune de Maluku,. Cette initiative vise à :
- Moderniser l’infrastructure urbaine ;
- Créer un nouveau pôle économique et social pour la RDC ;
- Répondre aux défis environnementaux et de santé publique.

### Structure organisationnelle
Le CSSPEVK dispose d'un comité de pilotage et d'un comité de coordination. Le comité de coordination est dirigé par un coordonnateur principal, actuellement Thierry Katembwe Mbala.

### Fonctions principales du CSSPEVK
1. Coordination des parties prenantes : Gouvernements, investisseurs, organisations internationales et partenaires techniques[9].
2. Supervision des projets : Contrôle de la planification, de l’exécution et du respect des normes internationales[10].
3. Attraction des investissements : Mobilisation de fonds nationaux et internationaux pour financer le projet.

## Projets et réalisations
Depuis sa création, le CSSPEVK s’est engagé activement dans :
- La mobilisation des investisseurs en provenance de Chine[11], Belgique, Grèce, Émirats Arabes Unis, Inde, Afrique du Sud et Égypte ;
- L'élaboration des plans directeurs pour l'aménagement de la ville et le développement de secteurs clés comme les infrastructures routières, le logement, et les zones industrielles.

## Impact économique et social
Le projet d’extension de la ville de Kinshasa devrait non seulement contribuer à la décongestion de la capitale actuelle, mais aussi stimuler la croissance économique en créant des milliers d'emplois, en attirant des investissements directs étrangers et en développant un cadre de vie conforme aux Objectifs de Développement Durable (ODD).

### Partenariats
Le CSSPEVK collabore avec des institutions locales et internationales, des organisations financières, ainsi que des entreprises spécialisées dans le domaine de la construction, des infrastructures et du développement durable.

### Perspectives
Avec une vision de long terme, le CSSPEVK s’efforce de positionner Kinshasa Kia Mona comme une référence en matière d’urbanisation moderne sur le continent africain. Le Comité continue d’œuvrer pour attirer des partenariats stratégiques et mettre en œuvre des solutions innovantes pour garantir le succès de ce projet transformateur,.